# K2-18
K2-18あるいはEPIC 201912552は、しし座の方角に太陽系から約124光年離れた位置にある赤色矮星である。その周りに少なくとも2つの太陽系外惑星、K2-18cとK2-18bが存在し、K2-18bはK2-18のハビタブルゾーン内に位置する。

## 特徴
| 太陽 | K2-18     |
| ---- | --------- |
| 太陽 | Exoplanet |

K2-18は、ほどほどに活動的なM型主系列星で、スペクトル型はM2.5 Vと分類される。半径が太陽の約41%、質量が太陽の約36%、表面温度が約3,457Kと推定される。自転周期は、およそ40日である。

## 惑星系

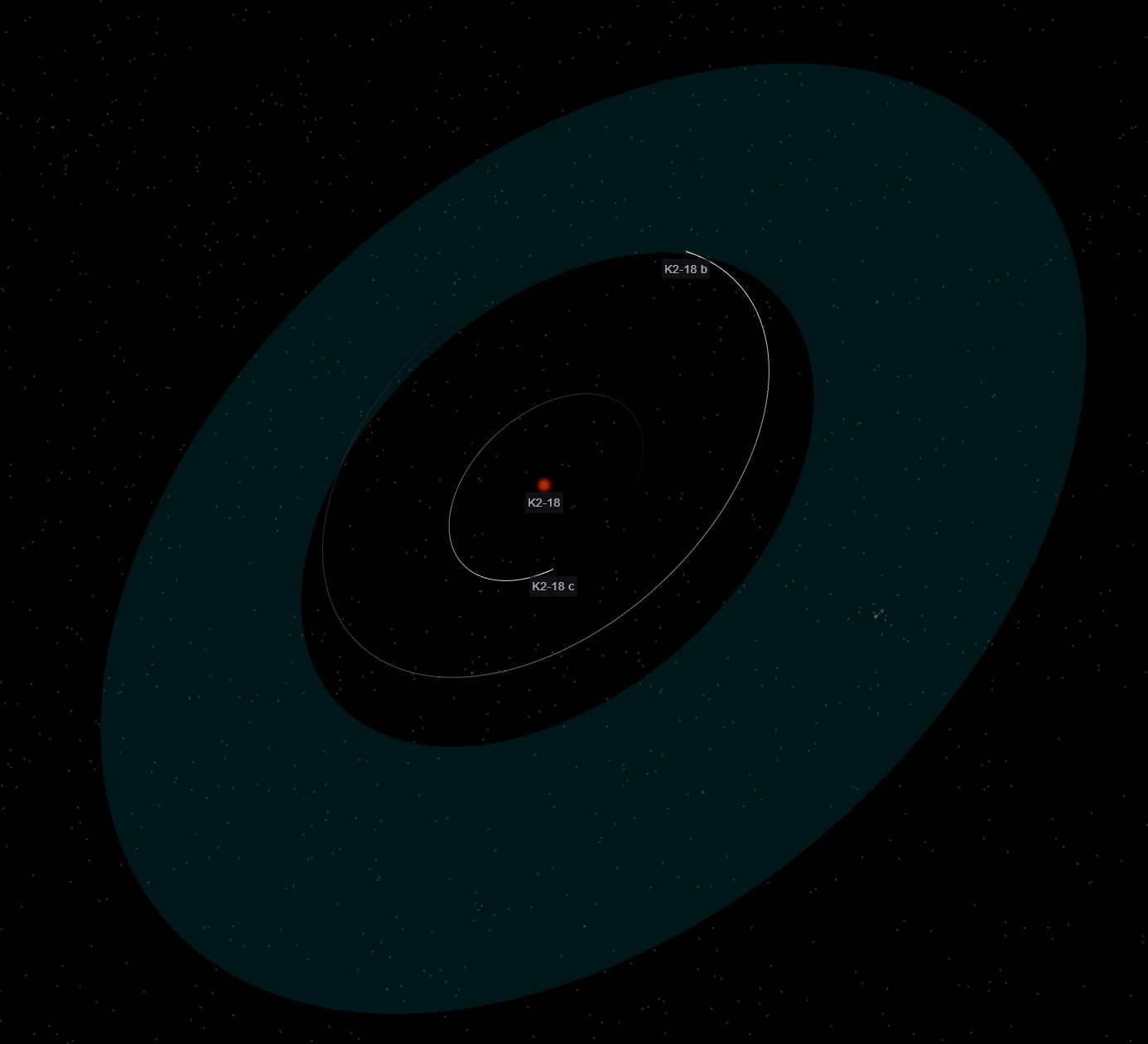
K2-18の周りの惑星系とハビタブルゾーン。

K2-18の周りを公転する2つの惑星は、いずれも地球に比べるとかなり質量が大きいが、概ね地球の8-9倍の質量で、スーパー・アースの範疇に含まれる。

### K2-18b
K2-18bは、ケプラー宇宙望遠鏡の延長ミッション“K2”で、2014年5月から8月にかけて行われたキャンペーン1の観測によって2015年にみつかった17の系外惑星の1つで、トランジット法によって発見された。
K2-18bは、公転周期が約33日で、中心星からの距離は約0.143AU、表面の平衡温度は235Kから284Kと推定され、表面に液体の水を保持しうる惑星と考えられている。
2019年9月11日、ハッブル宇宙望遠鏡による観測から、K2-18bの大気に水蒸気が含まれることがわかった、と発表された。ハビタブルゾーン内、即ち液体の水が存在できる温度内にある惑星の大気から水が検出されたのは、これが初めてである。水の検出は、K2-18bに生命が存在してもおかしくないことを意味し、この時点では生命がいる系外惑星の最有力候補といえる。ジェイムズ・ウェッブ宇宙望遠鏡や、欧州宇宙機関のARIEL計画など、次世代の宇宙望遠鏡による観測が行われるようになれば、大気の特徴をより詳細に調べることができ、生命由来の成分が含まれるかどうか確認できると期待される。

### K2-18c
2017年、ラ・シヤ天文台の高精度視線速度系外惑星探査装置による視線速度法の観測で、K2-18bの2.4倍程度中心星に近い位置をおよそ9日周期で公転する、別の惑星K2-18cが発見された。改めてK2-18の光度曲線を調べたところ、K2-18cはトランジットを起こしていないことがわかり、K2-18bと公転面が一致していないことになる。しかし、軌道傾斜角の差はせいぜい2度あればよく、力学的に安定な解は存在する。
| 名称 （恒星に近い順） | 質量                | 軌道長半径 （天文単位） | 公転周期 (日)                 | 軌道離心率  | 軌道傾斜角    | 半径           |
| --------------------- | ------------------- | ----------------------- | ----------------------------- | ----------- | ------------- | -------------- |
| c                     | > 7.51 ± 1.33 M⊕    | 0.060 ± 0.003           | 8.962 ± 0.008                 | < 0.47      | —             | —              |
| b                     | 8.92 +1.70 −1.60 M⊕ | 0.1429 +0.0060 −0.0065  | 32.939623 +0.000095 −0.000100 | 0.20 ± 0.08 | 89.56 ± 0.02° | 2.37 ± 0.22 R⊕ |